# Automolis aurantiifusa
Automolis aurantiifusa är en fjärilsart som beskrevs av Rothschild 1913. Automolis aurantiifusa ingår i släktet Automolis och familjen björnspinnare. Inga underarter finns listade i Catalogue of Life.